# Horvát–Magyar Párt
A Horvát–Magyar Párt (horvátul: Horvatsko-vugerska stranka) az újkori Horvátország első politikai pártja volt, melyet 1841-ben a horvát nemesség azon része (Drašković, Erdődy, Rauch, Jelačić, Josipović és mások) alapított, akik a feudális társadalmi rend megőrzésének hívei voltak, a lehető legszorosabb politikai és gazdasági kapcsolatot akarták Horvátország és Magyarország között, és a magyar nyelv hivatalos nyelvként való bevezetését szorgalmazták Horvátországban. A nyelvet illetően programjukban az illír (što) dialektus elleni küzdelem, és a horvát (kaj) nyelvjárás megőrzésére vonatkozó törekvés szerepelt. Különösen közel álltak Kossuth Lajos reformpártjához.
A párt nagy népszerűtlenségéhez a horvátok körében hozzájárult a zágrábi Szent Márk téren (1845. július 29-én) történt vérontás, amelyet a horvát történelem júliusi áldozatokként tart számon. 1849-ben a párt mint politikai párt megszűnt. A bachi abszolutizmus összeomlása és az alkotmányos rend létrejötte után a párt egykori hívei 1860-ban megalapították az Unionista Pártot (Unionistička stranka), más néven Alkotmányos Liberális Pártot (Ustavno-liberalna stranka). Az unionisták már a horvát parlament 1861-es ülésén, ahol elsősorban Horvátország és Magyarország viszonyáról esett szó, az ún. „magyarón” politika igazi utódaiként mutatkoztak. Az unionista képviselők gróf Jankovich Gyula (Julije Janković) és Bogovich Imre (Mirko Bogović) vezetésével feltétlen uniót követeltek Magyarországgal. Amikor 1865-ben megtartották a horvát parlamenti választásokat, a Néppárt és az Unionista Párt szerezte meg a többséget.
1867-ben Rauch Levint nevezték ki báni helytartóvá, akinek feladata a horvát-magyar rendezés végrehajtása volt. Rauch megváltoztatva a választási rendet, és politikai nyomásra unionista többséget hozott létre a horvát parlamentben. 1868 januárjában kizárólag Rauchhoz hű unionistákból 12 tagú királyi bizottságot választottak, akik Budapestre utaztak a horvát-magyar rendezésről tárgyalni. Ugyanezen év júliusában az unionisták hozzájárultak a horvát-magyar rendezés aláírásához. Amikor 1868. november 18-án a horvát parlament, amelyben az unionisták voltak többségben elfogadta a megállapodást, az 1871/1872-es horvát parlamenti választásokon azonban a párt programjának népszerűtlensége miatt teljesen összeomlott.

## Története

### Alapítása
Ferenc császár uralkodása alatt a Habsburg Birodalmon belül az erősen centralizált kormányzat minden népre nehezedő nyomása serkentette a népi mozgalmak ébredését, amelyeknek a francia forradalom volt a mintája. 1805-ben a pozsonyi országgyűlés határozatával a magyar nyelv hivatalos nyelvvé, 1827-től pedig kötelező tantárgyává vált. Ilyen körülmények között döntött a horvát parlament a magyar nyelv fakultatív tantárgyként való bevezetéséről a horvát iskolákban, ami az egyre nyilvánvalóbb magyarosítás kezdetét jelentette. A horvát értelmiségiek egy csoportja ellenezte a magyarosítást és küzdött a horvát nyelv megőrzéséért. Ezt szolgálta Ljudevit Gaj 1835-ben megjelent újságja, a Novine horvatske, amelyben felvázolták a nemzeti identitásért folytatott küzdelem programját, amelyet illír mozgalomnak neveztek el. A horvát nemesség egy része azonban érdekei megőrzése érdekében elutasította az illír (majd a délszláv) eszmét, és 1841 első felében elszakadt a horvát nemesség többi részétől. Kivonult az 1838-ban alapított Illír olvasókörből és a Széchenyi István által 1826-ban alapított Nemzeti Casinó mintájára megalapította a zágrábi Kaszinót azzal a feladattal, hogy egy egyesületbe tömörülve segítse a magyar nyelv és más magyar jellegzetességek terjesztését. Ugyanebben az évben harcot indított a horvát nemzeti ébredési mozgalom legújabb vívmányai ellen. Így Horvátországban és Szlavóniában megalakult a Horvát-Magyar Párt (Horvatsko-vugerska stranka) melynek híveit a közismert nevükön „magyarónok”nak nevezték el. Az illírek erre reagálva megalapították az Illír Néppártot, amelyet az illír név 1843-as betiltása után csak Néppártnak hívtak. Ugyanebben az időben Magyarországon az országgyűlés felsőházát uraló konzervatívok és az alsóházat uraló liberálisok között folyt a küzdelem. A konzervatívok megengedőbben viszonyultak a horvát követelésekhez, míg a liberálisok keményen ellenezték azokat. Így a narodnyikok (néppártiak) a magyar konzervatívokkal, a magyarónok pedig a magyar liberálisokkal működtek együtt. Így a horvátországi magyarónok is néha liberálisnak nevezték magukat, annak ellenére, hogy a kaj-horvát eszméktől és kiváltságoktól való elzárkózás konzervatív politikáját hirdették.
A horvát-magyar párt tagjai támogatóikat a túrmezei kisnemességben találták meg, akik féltek a centralizált osztrák kormánytól és a nemesség adóztatásától, ami az illír tartományok tapasztalataira épült. A legélesebb konfliktus a magyarónok és a nacionalisták között 1845 júliusában, Zágráb vármegye helyreállításakor zajlott le. A megye helyreállításának következményeként a magyarónok a túrmezei kisnemeseket maguk mellé állítva, megszerezték a többséget a megyegyűlésben. 1845. július 28-án a vármegye tisztújításán a magyarpártiak győztek, és a kerület közvetlen a magyar országgyűlés fennhatósága alá került, ezzel azonban a horvát tartományi gyűlésen való részvételi jogukat elveszítették. 1845. július 29-én zavargások törtek ki a zágrábi Márk téren, és a hadsereggel folytatott konfliktusban 13-an meghaltak, 27-en megsebesültek, többségük narodnyik volt (júliusi áldozatok). Ugyanebben az évben a narodnikok megnyerték a horvát parlamenti választást, és álláspontjuk egyre liberálisabb lett, a magyarpárt pedig egyre inkább megerősíti pozícióit Verőce vármegyében, amelybe Szlavónia nagy részét, így Eszéket is beleértették. Abban a megyében az összes gazdagabb nemes átment a magyar oldalra. Mindazonáltal 1848. szeptember 4-én megyei közgyűlést tartottak, ahol a narodnyikok érvényesültek, eltörölték a magyar törvényeket, és megtiltottak mindennemű levelezést a magyar intézményekkel, ami súlyos csapást mért a magyarpártra. Az 1848-1849-es szabadságharc idején, amikor félő volt, hogy a magyarországi események negatív következményekkel járhatnak a horvátokra nézve, Verőce vármegye környékén zajlottak a leghevesebb harcok. Ebben fontos szerepe volt Josip Jelačićnak, akit a narodnyikok támogattak. A magyarpártiak minden módon megpróbáltak szembeszállni vele, de a bécsi politika ekkor Jelačić oldalán állt, így a horvát-magyar kapcsolatok megszakadtak, Horvátország pedig közvetlenül Bécsnek volt alárendelve. A forradalmi események végén az egész birodalomban bevezették a bachi abszolutizmus szigorú rezsimjét, így a párttevékenység elhalt.

### Az Unionista Párt
Az 1859-es olasz egységtörekvések nyomán elszenvedett vereségek hatására 1860-ra a birodalom kiszorult Észak-Itáliából, a Bach-rendszer hatalmas pénzügyi kiadásai pedig csődhöz vezettek, mely a Bach-korszak abszolutizmusának végét jelentette. Ekkor Josip Šokčević bán kapott felhatalmazást az új parlamenti választások előkészítésére. Az osztrák-magyar és horvát-magyar kiegyezést megelőző időszakban a parlamentben többségben lévő Néppárt a Magyarországgal való társulást szorgalmazták azzal a feltétellel, hogy Horvátország politikai és kulturális autonómiáját tiszteletben tartják. A másik oldalon az Unionista Párt állt, amely feltétel nélküli szövetségre törekedett Magyarországgal, amelyben Horvátországnak csak csekély autonómiája lenne, miközben ellenezte az Ausztriával való szorosabb társulást. Az Unionista Pártot Bogovich Imre, Jankovich Gyula gróf, Ljudevit Vukotinović és mások vezették. A parlamentben képviseltette magát az Ante Starčević és Eugen Kvaternik vezette Jogok Pártja is, amely Horvátország függetlenségét szorgalmazta. Bécs eleinte ellenezte Horvátországnak Magyarországgal való új kapcsolatát, és támogatta Ivan Mažuranićot és Független Néppártját, amely az Ausztriától való közvetlen függést hirdette. Az 1865-ös választásokon azonban Mažuranić függetlenjei súlyos vereséget szenvedtek az egyesült narodnyikoktól és unionistáktól. Ez pedig jelentősen meggyengítette Horvátország helyzetét a Monarchia újjászervezése során. A narodnyikok nem akartak részt venni a horvát-magyar rendezés megkötésében, ezért Šokčević bán visszalépett, és helyére az unionista Rauch Levin lépett. A következő, 1869 májusában megtartott választásokon a tizenhárom unionistával és egy jobboldalival szemben a Néppárt 51 mandátumot szerzett. 1870-ben Rauch bán törvényt fogadott el, amely a kiegyezés elleni harcot bűncselekménynek minősítette, ezért végül kénytelen volt lemondani a báni tisztségről.
Különösen Pejácsevich László bánsága idején folytatódott a fokozatos magyarosítás, és maga a Néppárt is egyre engedékenyebbé vált ezzel a tendenciával szemben. Az ilyen állapotokkal szembeni népi ellenállás után Khuen-Héderváry Károlyt nevezték ki a bánná, és bánságának húsz évében a parlamentben mindig néppárti többség volt (1884-ben, 1887-ben, 1892-ben, 1897-ben és 1901-ben tartottak választásokat). Khuen-Héderváry pedig a báni hatalmat a magyar befolyás további erősítésére használta fel. Így a Néppárt is megkapta a magyarón bélyeget. Az is igaz, hogy Horvátország és Szlavónia ebben az időszakban jelentős gazdasági növekedést produkált, és fejlődésében jelentős előrelépést tett az akkori Dalmáciához képest, amely közvetlenül Ausztria alá tartozott. Ez arra késztetett néhány vezető horvát értelmiségit, mint például Isidor Kršnjavit, hogy szorosan működjenek együtt Khuen-Héderváryval. A Jogok Pártja ellenzékben volt a magyarónokkal szemben. Ezt a helyzetet az 1903-as általános népfelkelés állította meg, amikor a magyar fél megtagadta a horvát költségvetés növelését, aminek következtében az autonóm ügyek (belső közigazgatás, igazságszolgáltatás és hitoktatás) a csőd szélére kerültek. A lázadást eleinte elfojtották, és a szervezetlen ellenállás 1903. augusztus elején elhalt, de ezek az események sem maradtak visszhang nélkül. A horvátországi és szlavóniai események hírére a dalmáciai és isztriai horvátok reagáltak, fekete zászlókat tűztek ki a házakra, gyászmiséket tartottak a templomokban, tüntetéseket szerveztek és pénzt gyűjtöttek az áldozatok javára, tiltakozó táviratokat küldtek a császárnak. A véres eseményekről beszámolt az európai sajtó is.

## Fordítás
Ez a szócikk részben vagy egészben  a   Mađaroni című horvát Wikipédia-szócikk ezen változatának fordításán alapul.  Az eredeti cikk szerkesztőit annak laptörténete sorolja fel. Ez a jelzés csupán a megfogalmazás eredetét és a szerzői jogokat jelzi, nem szolgál a cikkben szereplő információk forrásmegjelöléseként.